# サントリー箕面トレーニングセンター
サントリー箕面トレーニングセンターは、大阪府箕面市にある、サントリー所有のトレーニングセンター。

## 概要
V.LEAGUEに所属するサントリーサンバーズの本拠地かつ練習場である体育館がトレーニングセンター内にある。かつては練習見学も自由に行うことが出来たが、現在は新型コロナウイルス感染拡大防止のため見学不可となっている。
V.LEAGUEの2020-21シーズン、新型コロナウイルス感染症流行の影響により、サントリーサンバーズは東京、仙台市、熊本市で開催予定だった12試合のホームゲーム開催が困難となったため、それらのホームゲームを箕面トレーニングセンター体育館で開催した。

## 交通
北大阪急行電鉄南北線あるいは大阪モノレールの千里中央駅より
- 阪急バスの「余野行き」または「粟生団地行き」に乗車し「青松園前」下車すぐ（約20分）[1]。
- タクシーで約10分[1]。